# クロスセンス
『クロスセンス』（くろすせんす）は、寺西一浩による日本の小説。クレアールノベルズ（クレアール出版）より、2006年に刊行された。

## 概要
寺西の小説での処女作。
発売2週間で第11刷を記録するベストセラーとなった。その後半年で日本テレビ主催で舞台化される事となり、ルテアトル銀座で開催された。当初、自身が舞台の演出を担うことになっていたが、製作側と方向性が合わない事を理由に降板。 しかし、その後和解して、舞台当日に顔を出した。
寺西のデビュー作が舞台化されたことを祝い、舞台当日には、寺西と懇意にしている政治家の小沢一郎、歌舞伎役者の初代市川右近（当時）、発明家のドクター中松らも観劇した。